# 유럽 고속도로 015호선
유럽 고속도로 015호선(European route E015)은 카자흐스탄의 타스케스켄과 바흐티를 서로 이어주는 총 연장 280 km의 거리를 가진 국제 E-road 네트워크망이다. 기점인 타스케스켄에서는 유럽 고속도로 40호선, 아시안 하이웨이 67호선이 모두 만나는 것으로 보인다.

## 주요 경유지
- 카자흐스탄 : 타스케스켄 - 바흐티